# Seznam zápasů gruzínské fotbalové reprezentace na Mistrovství Evropy
Gruzínská fotbalová reprezentace byla celkem 1x na Mistrovství Evropy ve fotbale, a to v roce 2024.
- Aktualizace po ME 2024 – Počet utkání – 4 – Vítězství – 1x – Remízy – 1x – Prohry – 2x

| Číslo | Soupeř      | Výsledek | ME      | Fáze turnaje       | Góly Gruzie                                        |
| ----- | ----------- | -------- | ------- | ------------------ | -------------------------------------------------- |
| 1.    | Turecko     | 1 – 3    | ME 2024 | základní skupina F | Georges Mikautadze                                 |
| 2.    | Česko       | 1 – 1    | ME 2024 | základní skupina F | Georges Mikautadze                                 |
| 3.    | Portugalsko | 2 – 0    | ME 2024 | základní skupina F | Chviča Kvaracchelija, Georges Mikautadze (penalta) |
| 4.    | Španělsko   | 1 – 4    | ME 2024 | osmifinále         | Robin Le Normand (vlastní branka ESP)              |